# Ellen J. Kullman
Ellen J. Kullman, född 22 januari 1956 i Wilmington, Delaware, USA, är en amerikansk företagsledare. Hon var tidigare ordförande och koncernchef för EI du Pont de Nemours & Co ( "DuPont") i Wilmington och är före detta chef för General Motors. Tidskriften Forbes rankade henne som nr 31 av de 100 mäktigaste kvinnorna år 2014.

## Biografi
Kullman är yngsta dotter till Joseph och Margaret Jamison och har två bröder och en syster. Hon gick i Tower Hill School i Wilmington och studerade sedan maskinteknik vid Tufts University, där hon tog kandidatexamen 1978. År 1983 tog hon magisterexamen inom ledningssystem vid Kellogg School of Management vid Northwestern University.
Kullman började sin yrkeskarriär på General Electric och kom till DuPont 1988 som marknadschef för företagets verksamhet med medicinsk bildbehandling. I sin senare roll som vice VD var hon var ansvarig för fyra av DuPonts affärsplattformar samt hade ledningen för företagets tillväxt på marknader utanför USA.
DuPonts styrelse utsåg i oktober 2008 Kullman till VD och styrelseledamot i företaget och koncernchef från och med den 1 januari 2009. Hon var DuPoints 19:e VD och den första kvinnan att leda företaget i dess 212-åriga historia. Fortune magazine placerade 2008 Kullman som den 15:e på sin lista över världens femtio mäktigaste kvinnor, och femte på listan för 2009 och 2010. The Wall Street Journal hade henne 2008 på åttonde plats på sin lista över "Kvinnor att beakta".
Kullman var styrelseledamot i General Motors åren 2004-2008  och valdes till styrelsen för Tufts University 2006. Den 30 oktober 2009 meddelade DuPont att dess styrelse hade valt Kullman som ordförande i bolaget från den 31 december 2009. Hon var också medlem av den verkställande kommittén för Business Council under 2011–2013  och har också tidigare fått utmärkelsen Årets säljledare. Den 6 jun 2013 meddelade handelsrådet för USA-Kina att Kullman hade valts till dess ordförande.
Den 5 oktober 2015 tillkännagavs Kullmans pensionering av DuPont efter en strid med riskkapitalisten Nelson Peltz och hans investmentbolag Trian Fund Management. Peltz ville ha fyra styrelseposter och hävdade att DuPont behövde sänka sina kostnader för att kunna möta sina finansiella mål, men hade förlorat i en omröstning av aktieägarna tidigare under året.
I december 2016 valdes Kullman, som oberoende styrelseledamot, in i styrelsen för Goldman Sachs Group, Inc.